# Aéroport de Havre-Saint-Pierre
Ne doit pas être confondu avec Aéroport du Havre-Octeville.
L'aéroport de Havre-Saint-Pierre, (code IATA : YGV • code OACI : CYGV) est situé à 5,6 km au nord de la ville de Havre-Saint-Pierre, au Québec, Canada,,. Il couvre, notamment, des régions du Labrador, de la basse Côte-Nord et d'autres du sud du Québec, dont l'Île d'Anticosti.
L'aéroport ne possède qu'une seule piste et un terminal, construit en 1983. Possédé par Transports Canada il est exploité par Aéropro.

## Situation
| \| 100 km1:14 335 000 \| Victoriaville Gaspé Blanc-Sablon Montréal Mont · Tremblant Gatineau-Ottawa Ivujivik Îles-de-la-Madeleine Waskaganish Val-d'Or Trois-Rivières Sherbrooke Sept-Îles Schefferville Salluit Rouyn · Noranda Rivière-du-Loup Rimouski Radisson · Grande-Rivière Port-Menier Québec Mont-Joli La Tuque La · Tabatière Havre · Saint-Pierre La Romaine Kuujjuarapik Kuujjuaq Kattiniq Chibougamau Charlevoix Bonaventure Baie-Comeau Saguenay-Bagotville |
| 100 km1:14 335 000 |

## Compagnies et destinations
| Compagnies  | Destinations                                 |
| ----------- | -------------------------------------------- |
| Air Liaison | Port-Menier, Québec (Jean-Lesage), Sept-Îles |

Édité le 18/10/2024